# Ногара
Ногара (итал. Nogara) — коммуна в Италии, располагается в провинции Верона области Венеция.
Население составляет 8154 человека (на 2004 г.), плотность населения составляет 207 чел./км². Занимает площадь 38,86 км². Почтовый индекс — 37054. Телефонный код — 0442.
Покровительницей коммуны почитается Пресвятая Богородица. Праздник ежегодно празднуется 16 июля.